# Bordeaux-Brief

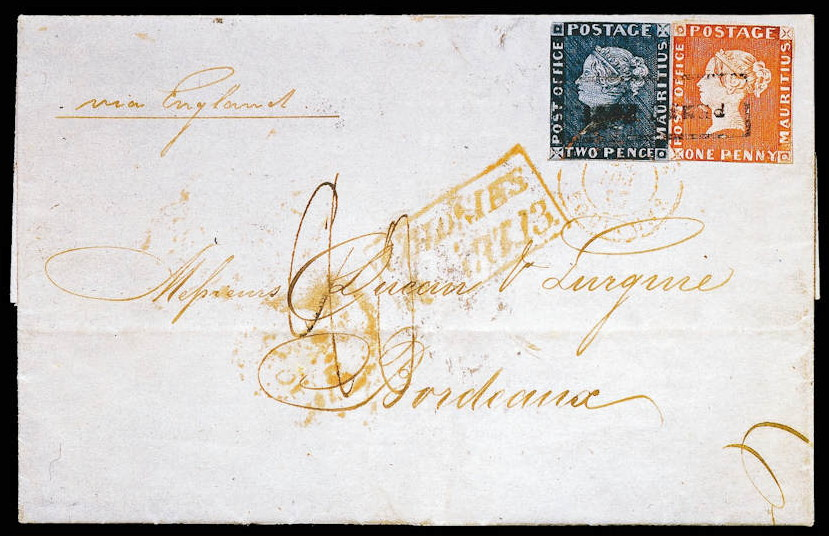
„Bordeaux-Brief“ mit beiden Mauritius. (Moens Nr. XXI und XXII)

Der Bordeaux-Brief war bis 2014 das teuerste philatelistische Sammlerstück der Welt, seitdem nur übertroffen von der British Guiana 1¢ magenta und dem Mauritius „Ball-Cover“ (verkauft 2021 für 10 Millionen Euro). Es ist ein Faltbrief mit je einer Blauen und Roten Mauritius. Philatelistisch interessant machen diesen Brief nicht nur die wertvollen Briefmarken, sondern auch die Stempel, wovon sich allein vier Poststempel auf der Rückseite von verschiedenen Stationen der Route befinden. Entwertet sind die Marken mit einem „Penny Post“-Rechteckstempel. Außerdem ist auf der Rückseite ein „Mauritius Post Office“-Doppelkreisstempel vom 4. Oktober 1847. Empfänger des Briefes waren die „Messieurs Ducan & Lurguie“ in Bordeaux.

## Geschichte
Den Brief schickte der Weinhändler Edward Francis aus Port Louis, der Hauptstadt von Mauritius, an seinen Lieferanten in Bordeaux, um ihm den Eingang von 48 Fässern Wein zu bestätigen. Der Brief wurde am 4. Oktober 1847 abgeschickt und kam mit Zwischenstationen in England, Boulogne-sur-Mer und Paris nach 85 Tagen am 28. Dezember 1847 in Bordeaux an. 1902 stöberte ihn ein Schüler im Archiv der Weinhandlung auf und veräußerte ihn 1903 für 1600 GBP (heute etwa 217.800 Euro). Der Junge hatte durch eine Artikelserie über diese Marken von Théophile Lemaire, dem Herausgeber der französischen Philateliezeitschrift Le Philatéliste Français, von den seltenen Briefmarken erfahren. Als er seiner Mutter davon erzählte, erinnerte sie sich, dass ihr verstorbener Ehemann Geschäfte mit Mauritius gemacht hatte; daraufhin erlaubte sie ihrem Sohn, die Firmenkorrespondenz zu durchsuchen. Außerdem fand der Junge einen Brief mit einer blauen Mauritius (Moens Nr. XXIII). Dieser zweite Brief ist heute im Museum für Kommunikation in Berlin ausgestellt.
Der Bordeaux-Brief gelangte von Théophile Lemaire, Brunet l’Argentière, Alfred F. Lichtenstein 1917, Arthur Hind 1922, Maurice Burrus 1934, Raymond H. Weill und weiteren Besitzern 1971 an den japanischen Industriellen Kanai Hiroyuki. Dieser verkaufte den Faltbrief 1988 über das Auktionshaus David Feldman, Genf. Am 3. November 1993 schließlich ging der Brief bei einer Versteigerung für 6,125 Millionen Schweizer Franken (heute etwa 6,225 Millionen Euro) an einen ungenannten Bieter aus Singapur.

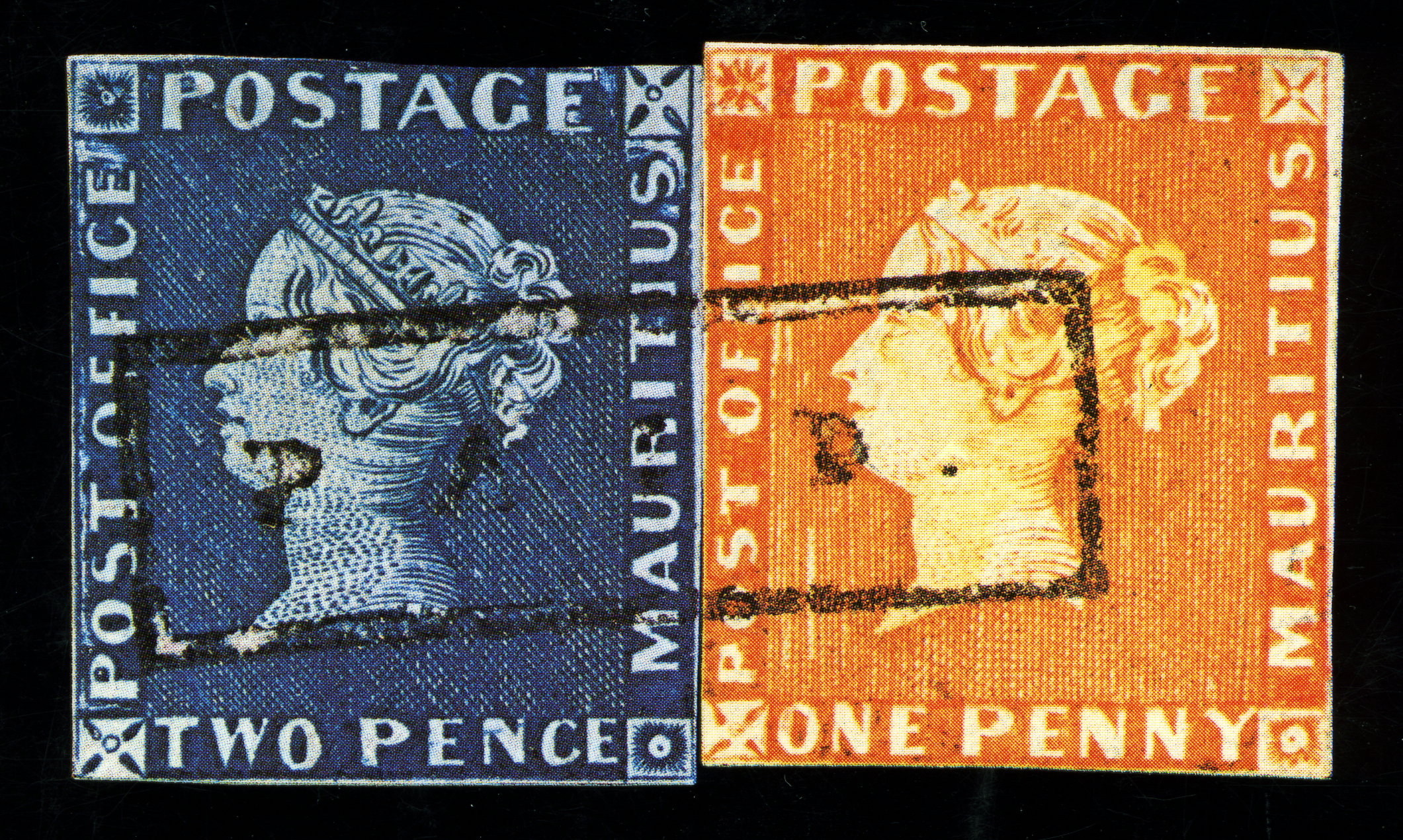
Moens Nr. I und II bei der 1985er Jakubek-Auktion

Es gab noch einen weiteren Brief mit derselben Buntfrankatur mit den Moens-Nummern I und II, den Madame Borchard entdeckte. Allerdings wurden die Marken 1864 von ihr abgelöst, und sie tauschte sie gegen zwei Briefmarken aus Montevideo.
Zum Tag der Briefmarke gab die Deutsche Post AG mit dem Erstausgabetag 2. September 2021 ein Sonderpostwertzeichen im  Nennwert von 80+40 Eurocent mit der Beschriftung  Schätze der Philatelie – Bordeaux-Brief heraus. Der Entwurf stammt vom Grafiker Carsten Wolff aus Frankfurt am Main.